# Moerarchis clathrata
Moerarchis clathrata är en fjärilsart som beskrevs av Felder och Rogenh. 1875. Moerarchis clathrata ingår i släktet Moerarchis och familjen äkta malar. Inga underarter finns listade i Catalogue of Life.